# Love of Lesbian
Love of Lesbian est un groupe de rock indépendant et indie pop espagnol, originaire de Sant Vicenç dels Horts, Barcelone. Ils commencent à jouer à l'automne 1997. 
Le groupe est formé par Santi Balmes (voix, guitare et claviers), Jordi Roig (guitare et claviers), Joan Ramón Planell (basse et synthétiseur), et Oriol Bonet (batterie et programmation). Cette formation originale de quatuor est complétée par l’ajout de Julián Saldarriaga (guitare et voix) et Dani Ferrer (claviers) aux concerts. En octobre 2017, le groupe annonce officiellement le départ de Joanra (Joan Ramón Planell).

## Biographie

### Débuts
En 1997, après avoir joué que quelques jours, le groupe envoie une démo à un concours organisé par le magazine Ruta 66, où ils se placent finalement en deuxième place. Cela leur permet d'enregistrer pour la première fois dans un studio et de se produire au concours, qui s'est déroulé dans la sala Magic de Barcelone. En 1998, ils atteignent la finale du concours de Villa de Bilbao, et réussissent à jouer dans certains festivals nationaux, tels que Doctor Music et BAM. Ils commencent à chanter en anglais, langue avec laquelle ils publient trois albums : Microscopic Movies (1999) chez Pussycats Records, It is Fiction? (2002) chez Rock K et Ungravity (2003), sous le label français Naïve Records.
Dans différents entretiens, le groupe considère ses débuts en anglais comme une « erreur » et une « saison d'apprentissage » ; et expliqué que le changement était un moyen d'affirmation de soi. Un moment important de cette étape était la possibilité d’agir en tant que groupe en soutien à The Cure pendant la tournée Dream Tour 2000 . 

### Changement en espagnol
En 2005, le groupe incorpore à sa formation le guitariste Julian Saldarriaga sur l'album Maniobras de escapismo, le premier album totalement interprété en castillan. Cet album reçoit de très bonnes critiques des médias et les emmène dans des festivals tels que le Festival international de Benicàssim et le Popkomm de Berlin.
Avec Cuentos chinos para niños del Japón (2007), ils reçoivent le prix du meilleur disque par Mondosonoro, et font une petite tournée aux États-Unis, entre le sud et le sud-ouest d'Austin, au Texas, en 2008.
La télévision autonome catalane, avec le soutien d'El Terrat, choisit le groupe pour réaliser la bande sonore du programme Divendres, présenté par Xavier Coral et Espartac Peran.

### 1999

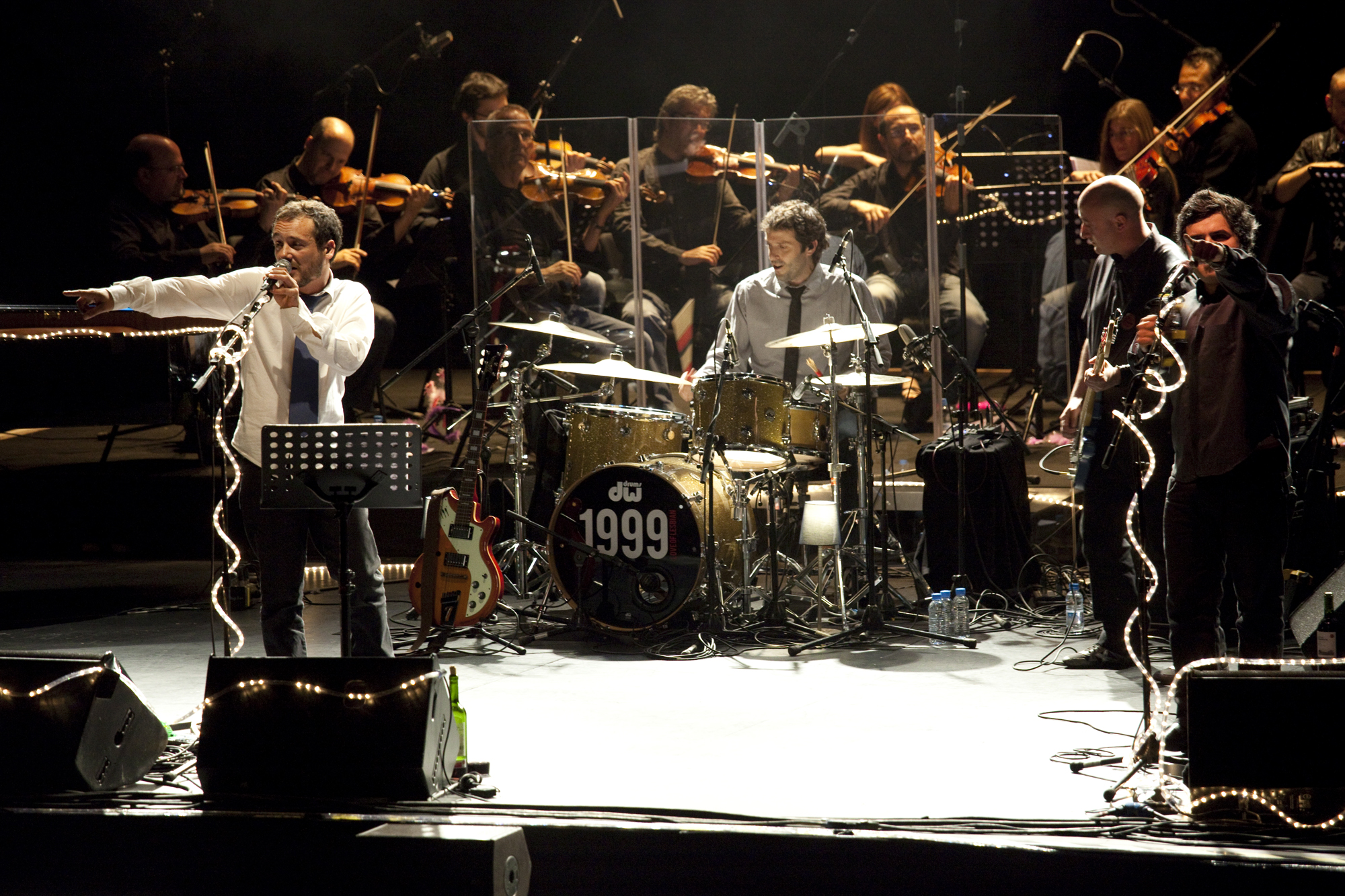
Love of Lesbian en concert en 2010 à Sant Cugat del Vallès.

En mars 2009, ils publient un nouvel album, 1999 (o cómo generar incendios de nieve con una lupa enfocando a la Luna), album qui marque un changement de direction musicale. L'album est publié aux labels Music Bus et Warner Music Espana, et fait participer la chanteuse Zahara dans certains morceaux. Au cours de sa première semaine de vente, l'album entre 33e de la liste officielle des ventes en Espagne (liste Promusicae) ; le groupe est désormais reconnu par différents médias, parmi lesquels le magazine Rolling Stone. En 2010, il leur décerne les prix « Groupe de l'année » et « Tournée de l'année ». En 2010 et 2011, ils reçoivent le prix Enderrock, de la musique catalane en tant que « meilleur groupe catalan dans une autre langue. »
Avec cet album, ils tournent encore deux ans en Espagne. Au cours de l'été 2010, Love of Lesbian participe en tête d'affiche à de nombreux festivals espagnols. Cette tournée se termine en février 2011 avec quatre dates consécutives à Joy Eslava (Madrid) et trois au Razzmatazz (Barcelone). Ils jouent également dans au Scala de Londres et, pour la première fois, en Amérique latine, au festival Ciudad Emergente à Buenos Aires. Après la tournée, ils commencent à donner des concerts acoustiques dans certaines villes espagnoles, mais seul l’ensemble du groupe n'est vu que dans quelques festivals durant l’été.
En mai 2012, ils sont certifiés disque d'or pour avoir dépassé les 20 000 d'exemplaires vendus de 1999 (o cómo generar incendios de nieve con una lupa enfocando a la Luna).

### La Noche eterna. Los días no vividos
La Noche eterna. Los días no vividos est le septième album studio du groupe. Il s’agit d’un double album composé de 18 morceaux, dont trois sont sortis en avril 2012 : Wio, Los Seres únicos et El Hambre invisible qui atteignent les premières positions des ventes sur des plateformes comme iTunes. L'album se concentre sur l'anonymat nocturne dans une grande ville. L'album est publié le 22 mai au label Warner Music Espana et Music Bus.
Leur popularité croissante les amène à se lancer dans la tournée La Noche eterna 2013 qui passe par plusieurs villes d’Espagne et à Londres en novembre 2013, et à effectuer une deuxième visite en Amérique latine, cette fois au Mexique. En mars, ils participent au festival Vive Latino.
La tournée Eterna dure deux ans. En mars 2014, ils donnent trois concerts à La Riviera de Madrid, sans billets, les 20, 21 et 22. La veille du premier concert à la sala Riviera, mercredi 19 mars, ils donnent une conférence de presse à la FNAC de Callao où ils sont certifiés disque d'or pour La Noche eterna. Los días no vividos. Ils annoncent également leur participation au San Festival de Gandía, et ils donnent un aperçu de la nouvelle vidéo de leur chanson Pizzigatos. Ils annoncent que les trois nouveaux morceaux enregistré durant l'hiver 2013-2014, seront bientôt publiés sous format vinyle, profitant de la « journée du vinyle 2014 ». Les 10, 11 et 12 avril 2014, à Barcelone, ils donnent les trois derniers concerts de leur tournée. À l'été 2014, ils commencent une tournée de festivals. 

### Nouveaux albums
À la fin de février 2014, Love of Lesbian entre en studio pour enregistrer trois nouvelles chansons. Avant leurs sorties, ces morceaux sont joués à trois concerts à Barcelone, au Razzmatazz, les 10, 11 et 12 avril 2014. À l'automne et l'hiver 2014, Love of Lesbian lance un projet intitulé M&M ou E&E.
Love of Lesbian est considéré comme l'un des groupes les plus respectés de la scène musicale espagnole. Son dernier album  El Poeta Halley est certifié disque d’or après avoir été vendu à plus de 20 000 d'exemplaires. De plus, le groupe part en tournée en Espagne et au Mexique, ils participent également au festival de musique Liquid Sounds à Lanzarote. Ils jouent aussi au #Los40BasicoOpelCorsa le 6 juin 2017. En octobre 2017, le groupe annonce officiellement le départ de Joanra (Joan Ramón Planell), dont le poste est occupé par Ricky Falkner.

## Discographie
- 1999 : Microscopic Movies (Pussycats Records)
- 2002 : Is It Fiction? (Rock K)
- 2003 : Ungravity (Naïve)
- 2005 : Maniobras de escapismo (Naïve)
- 2007 : Cuentos chinos para niños del Japón (Naïve)
- 2009 : 1999 (o cómo generar incendios de nieve con una lupa enfocando a la luna) (Warner Music Group)
- 2012 : La Noche eterna. Los días no vividos (Warner Music Group)
- 2016 : El Poeta Halley  (Warner Music Group)
- 2018 : El gran truco final (Warner Music Group)